# Il bandito e la "Madama"
Il bandito e la "Madama" (Smokey and the Bandit) è un film del 1977 diretto da Hal Needham e con protagonista Burt Reynolds. L'attore interpreta un contrabbandiere che accetta una scommessa quasi impossibile, per soldi e per puro sfizio, riuscire a scortare un camion carico di birra attraverso il sud degli Stati Uniti, inseguito dalla polizia, guidando una Pontiac Firebird Trans Am nera, resa celebre proprio da tale pellicola. L'atmosfera del film è ispirata ad una nota gara automobilistica americana degli anni 70, la Cannonball, da cui furono tratti diversi film, compresi La corsa più pazza d'America e La corsa più pazza d'America n. 2, diretti entrambi da Hal Needham e sempre con Burt Reynolds nel cast. La "Madama" del titolo è una diffusa voce gergale per "polizia" e traduce l'angloamericano Smokey.

## Trama
Due miliardari texani, Enos Burdette padre e figlio, hanno fatto una scommessa sulla possibilità di trasportare un carico di birra Coors dal Texas alla Georgia in 28 ore; hanno assunto diversi camionisti per tentare la gara, ma tutti hanno fallito: come ultima risorsa, si rivolgono a Bill, un famoso e spericolato contrabbandiere noto nell'ambiente come "il Bandito"; questi accetta la sfida, con la promessa di 80.000 dollari di ricompensa, facendosi dare dei soldi per pagare la birra (400 casse) ed un'auto veloce, una Pontiac Firebird Trans Am nera con un uccello dorato sul cofano, per depistare la polizia; decide inoltre di coinvolgere nell'impresa il collega Cletus, soprannominato "il Grifo".
La difficoltà principale della sfida non sta nel percorso ma, nel trasporto della birra; la legge del Texas infatti proibisce di acquistarla lì e di portarla in un altro stato, altrimenti si incorre nel reato di contrabbando di alcolici.
Il viaggio di andata è relativamente calmo, con Cletus alla guida dell'autotreno e Bill che gli spiana la strada con la Pontiac Trans Am nera; i due arrivano a Texarkana, in Texas, con circa un'ora di vantaggio sul programma e, non essendoci nessuno in giro, si servono da soli caricando le casse di birra sul camion per guadagnare tempo, riuscendo a mantenere circa mezz'ora di vantaggio; poco dopo la partenza, Bill quasi investe una sposa, Carrie, che si autoinvita in macchina; quello è l'inizio dei suoi guai; Carrie è appena scappata dalla chiesa dove doveva sposarsi con Junior, figlio dello sceriffo del paese, Buford T. Justice; lo sceriffo è deciso a riacchiapparla ad ogni costo e, la sua testardaggine aumenta quando viene a sapere che è stata prelevata proprio dal famoso contrabbandiere.
Da questo momento Bill deve dare fondo a tutta la sua astuzia e a tutte le sue amicizie via radio per seminare le forze di polizia di Texas, Arkansas, Mississippi, Alabama e Georgia, oltre allo sceriffo Justice che noncurante delle giurisdizioni lo segue ad oltranza; intanto Bill e Carrie, che si è guadagnata il nome in codice "Rana", trovano anche il tempo per innamorarsi. Alla fine, quando un intero esercito di autopattuglie li tallona, è Cletus a prendere l'iniziativa usando il camion come ariete e spianando la via. Una volta arrivati di fronte ai due Burdette, vorrebbero prelevare i soldi e scappare con la Cadillac di Burdette padre ma, il figlio a sorpresa propone loro un lascia o raddoppia, accontentarsi della somma pattuita oppure andare a Boston a prelevare ostriche e portarle loro in sole 18 ore per il doppio della cifra; Bill accetta e i tre si allontanano; all'uscita incrociano lo sceriffo Justice, lo salutano facendosi riconoscere per la prima volta e si dirigono a Boston, nuovamente tallonati dallo sceriffo.

## Sequel
Il film ha avuto due seguiti nel 1980 e nel 1983; il secondo, sempre diretto da Hal Needham, è noto in Italia come Una canaglia a tutto gas, mentre il terzo è inedito in Italia; entrambi sono interpretati da Burt Reynolds, Sally Field, Jerry Reed e Jackie Gleason; nel secondo compare anche un collega e amico di Reynolds, Dom DeLuise (tra i molti film girati insieme dai due La corsa più pazza d'America). Negli anni 90 il regista girerà anche alcuni film televisivi ispirati all'originale, ma con protagonista Brian Bloom.